# Ulanen-Regiment „Graf Haeseler“ (2. Brandenburgisches) Nr. 11
Das Ulanen-Regiment „Graf Haeseler“ (2. Brandenburgisches) Nr. 11 war ein Kavallerieverband der Preußischen Armee.

## Verbandszugehörigkeit 1914
- XXI. Armee-Korps in Saarbrücken, Kommandierender General: General der Infanterie Fritz von Below

- 42. Division in Saarburg, Kommandeur: Generalleutnant Hasso von Bredow

- 42. Kavallerie-Brigade in Saarburg, Kommandeur: Generalmajor Kurt Koscielski von Ponoschau

## Geschichte
Mit Allerhöchster-Kabinetts-Order (A.K.O.) vom 12. Mai 1860 wurde die Aufstellung eines 3. kombinierten Ulanen-Regiments befohlen. Dazu mussten die Ulanenregimenter Nr. 3 und 6 sowie die Kürassierregimenter Nr. 6 und 7 jeweils eine Eskadron abgeben. Das Stiftungsdatum des neuen Regiments wurde auf den 7. Mai 1860 festgelegt. und der Verband auf die Städte Perleberg, Kyritz und Wusterhausen verteilt. Ab dem 4. Juli 1860 erhielt der Verband die Bezeichnung 2. Brandenburgisches Ulanen-Regiment Nr. 11. Nach dem Ende des Krieges gegen den Deutschen Bund verlegten die Ulanen in die neuen Garnisonen Altona, Wandsbek und Itzehoe, wo sie bis 1873 verblieben. Nach der Rückkehr aus Frankreich, wo der Verband anlässlich des Deutsch-Französischen Krieges den Okkupationsstreitkräften zugeteilt gewesen war, bezogen die Ulanen erneut die ursprünglichen Garnisonen in Perleberg, Kyritz und Wusterhausen. Mit dem 1. April 1890 verlegte das Regiment in seine letzte Garnison nach Saarburg in Lothringen. Am 18. Mai 1903 wurde dem Regiment durch Wilhelm II. der neue Name Ulanen-Regiment „Graf Haeseler“ (2. Brandenburgisches) Nr. 11 verliehen, den es von da an als seine letzte Bezeichnung führte.

### Deutsch-Dänischer Krieg
Im Krieg gegen Dänemark 1864 wurde das Regiment ab Februar in Schleswig eingesetzt. Es nahm am Sturm auf Düppel teil und setzte auf die Insel Alsen über.

### Deutscher Krieg
Im Krieg gegen Österreich 1866 kämpfte das Regiment in Böhmen (am 26. Juni bei Liebenau) und nahm am 3. Juli 1866 an der Schlacht bei Königgrätz teil. Es zeichnete sich am 15. Juli bei Nikolsburg in der Attacke gegen eine kombinierte österreichische Kürassier-Brigade aus.

### Deutsch-Französischer Krieg
Im Deutsch-Französischen Krieg verblieb das Regiment zunächst in der Reserve und versah bis August 1870 den Küstenschutz an der Nordsee. Ab September 1870 rückte der Verband nach Frankreich ab, kämpfte vor Metz, bei Reims, vom 13. bis 18. September bei der Einschließung von Toul und lag vom 18. Oktober bis 8. November bei der Belagerungsarmee vor Paris. Im November 1870 erfolgte die Verlegung zur Südwest-Armee mit Kämpfen gegen die französische Loirearmee in der Schlacht von Le Mans (10. bis 12. Januar 1871) und Tours. Nach dem Waffenstillstand verblieben die Ulanen bis Juli 1873 bei den Besatzungstruppen in Frankreich.

### Erster Weltkrieg
Zu Beginn des Ersten Weltkriegs rückte das Regiment am 3. August 1914 mit seinem Schwesterregiment, dem Schleswig-Holsteinischen Ulanen-Regiment Nr. 15, mit dem es nahezu während des ganzen Krieges im Verband der 42. Kavallerie-Brigade (7. Kavallerie-Division) bleiben sollte, an die Westfront aus. Zunächst versahen die Ulanen Grenzschutz in Lothringen, um dann im September auf Amiens und Compiègne vorzurücken. Nach der Marneschlacht und dem damit verbundenen Rückzug nahmen die Ulanen am sogenannten Wettlauf zum Meer teil und kämpften danach, zum Teil schon abgesessen, bis zum Dezember 1914 am rechten Flügel der deutschen Front in Belgien und Nordfrankreich. Im April 1915 verlegte der Verband in die Vogesen und kämpfte abgesessen am Hartmannsweilerkopf. Danach (genauer Zeitpunkt n.B.) versah das Regiment bis Mitte 1916 rückwärtige Dienste (Kurier- und Sicherungsaufgaben) in Belgien, bevor es am 15. Dezember 1916 an die Ostfront verlegt wurde. Hier kämpften die Ulanen teilweise im Stellungskampf vor Dünaburg, in Estland und Livland. Im Frühjahr 1918 erfolgte die Rückverlegung an die Westfront, wo die Pferde abgegeben und die Einheit ab Mai 1918 als Kavallerie-Schützen-Regiment infanteristisch eingesetzt wurde.

### Verbleib
Nach dem Ende des Krieges rückte das Regiment im Dezember 1918 in Osterburg ein, wo es anschließend demobilisiert und aufgelöst wurde.
Die Tradition übernahm in der Reichswehr die 3. Eskadron des 11. (Preußisches) Reiter-Regiments in Gera.

## Regimentschef
Erster Regimentschef wurde am 9. August 1877 Erzherzog Rudolf von Österreich-Ungarn. Nach dessen Tod erhielt der spätere Generalfeldmarschall Gottlieb von Haeseler am 10. Mai 1899 diese hohe Stellung. 

## Kommandeure
| Dienstgrad                  | Name                                       | Datum                                                  |
| --------------------------- | ------------------------------------------ | ------------------------------------------------------ |
| Major                       | Hermann von Krosigk                        | 12. Mai bis 30. Juni 1860 (mit der Führung beauftragt) |
| Major/Oberstleutnant        | Hermann von Krosigk                        | 01. Juli 1860 bis 6. März 1863                         |
| Oberstleutnant              | Karl von Sixthin                           | 07. März 1863 bis 2. April 1866                        |
| Oberstleutnant              | Friedrich Wilhelm zu Hohenlohe-Ingelfingen | 03. April bis 29. Oktober 1866                         |
| Major/Oberstleutnant/Oberst | August zu Solms-Wildenfels                 | 30. Oktober 1866 bis 11. Juli 1873                     |
| Oberstleutnant/Oberst       | Gottlieb von Haeseler                      | 12. Juli 1873 bis 10. Februar 1879                     |
| Oberstleutnant/Oberst       | Hermann von Liebermann                     | 11. Februar 1879 bis 11. Juni 1886                     |
| Oberstleutnant              | Alexander von Jerin                        | 12. Juni 1886 bis 16. Januar 1888                      |
| Oberstleutnant              | Jaroslaw von Rothkirch und Panthen         | 17. Januar 1888 bis 13. Mai 1890                       |
| Oberstleutnant/Oberst       | Berthold von Schaumberg                    | 14. Mai 1890 bis 13. Mai 1894                          |
| Oberstleutnant/Oberst       | Alfred Arent                               | 14. Mai 1894 bis 15. Juni 1896                         |
| Oberstleutnant              | Hugo Thies                                 | 16. Juni 1896 bis 17. August 1898                      |
| Oberstleutnant/Oberst       | Richard von Conrad                         | 18. August 1898 bis 16. Mai 1902                       |
| Oberstleutnant              | Hans von Kemnitz                           | 17. Mai 1902 bis 6. Januar 1904                        |
| Oberstleutnant/Oberst       | Fritz Thiergärtner-Drummond                | 07. Januar 1904 bis 13. April 1907                     |
| Oberstleutnant/Oberst       | Konrad Dietz von Bayer                     | 14. April 1907 bis 19. April 1910                      |
| Major/Oberstleutnant        | Friedrich von Studnitz                     | 20. April 1910 bis 17. April 1913                      |
| Major/Oberstleutnant        | Karl Epner                                 | 18. April 1913 bis 12. Januar 1918                     |
| Major                       | Richard Brustellin                         | 13. Januar bis 9. Juli 1918                            |
| Major                       | Hans von Esebeck                           | 10. Juli bis 2. September 1918                         |
| Major                       | Wolfgang Schwartz                          | 22. bis 29. September 1918                             |
| Major                       | Siegfried von Lentzke                      | 30. September bis 28. November 1918                    |
| Major                       | Hans Ulrich von Stephany                   | 29. November 1918 bis 19. Januar 1919                  |
| Oberst                      | Karl Epner                                 | 20. Januar 1919 bis Auflösung                          |

## Uniform
Die Ulanen trugen einen dunkelblauen, Ulanka genannten Waffenrock. Dieser war mit polnischen Aufschlägen versehen und wurde zur Parade mit einer aufknöpfbaren Paraderabatte ausgestattet. Zur Parade wurde ein weißer Rosshaarbusch an der Tschapka befestigt. Auf den Schulterstücken und Epauletten befand sich die Regimentsnummer.
Die sogenannte Abzeichenfarbe des Regiments war zitronengelb. Von dieser Farbe waren die Paraderabatte der Ulanka und der Tschapka, die Epaulettenfelder und Passanten. Ebenso die Ärmelaufschläge, die Paspelierung und der Kragen. Die Knöpfe und Beschläge waren Messingfarben. Von der linken Schulter zur rechten Hüfte lief ein weißes Bandelier mit schwarzer Kartusche. Die Reithose war anthrazitfarben.
Bereits mit A.K.O. vom 14. Februar 1907 befohlen und ab 1909/1910 schrittweise eingeführt, wurde anlässlich des Kaisermanövers 1913 die bunte Uniform erstmals durch die feldgraue Felddienstuniform (M 1910) ersetzt. Diese glich vollkommen der Friedensuniform. Das Lederzeug und die Stiefel waren naturbraun, die Tschapka wurde durch einen schilffarbig genannten Stoffüberzug bedeckt. Das Bandelier und die Kartusche wurden zu dieser Uniform nicht mehr angelegt.